# يان شفانكماير
يان شفانكماير (التشيك: [Jan Švankmajer] ؛ من مواليد 4 سبتمبر 1934) هو مخرج أفلام وفنان تشيكي متقاعد وواحد من أعظم وأهم المخرجين في التاريخ. يمتد عمله إلى العديد من الوسائط. إنه من أشهر الشخصيات السريالية المعروفة برسومه المتحركة وميزاته والتي أثرت بشكل كبير على فنانين كبار اليوم مثل تيري غيليام والأخوان كواي والعديد غيرهم.

## الحياة والعمل

### النشأة
ولد في براغ. كان التأثير المبكر على تطوره الفني في وقت لاحق هو مسرح العرائس الذي منحه لعيد الميلاد عندما كان طفلاً. درس في كلية الفنون التطبيقية في براغ ولاحقًا في قسم الدمى في أكاديمية براغ للفنون المسرحية، حيث أصبح صديقًا لـ مخرج جوراج هيرز. ساهم في فيلم إميل رادوك يوهانس دكتور فاوست عام 1958 ثم بدأ العمل في مسرح سيمافور في براغ حيث أسس مسرح الأقنعة. انتقل بعد ذلك إلى مسرح لاتيرنا ماجيكا للوسائط المتعددة، حيث جدد علاقته مع رادوك.

### كمخرج
وينعكس هذا التجربة المسرحية في أول فيلم ليان في خدعة آخر ، والذي صدر في عام 1964. وتحت تأثير المنظر فراتيسلاف إفنبيرغر، انتقل يان من تأنق من العمل في وقت مبكر له إلى السريالية الكلاسيكية، والذي تجلى لأول مرة في فيلمه الحديقة (1968)، وانضم إلى مجموعة السريالية التشيكوسلوفاكية.
اكتسب يان شهرة على مدى عدة عقود لاستخدامه المميز لتقنية إيقاف الحركة وقدرته على صنع صور سريالية وكابوسية ومضحكة إلى حد ما. تشتمل علامات يان التجارية على أصوات مبالغ فيها للغاية، وغالبًا ما تخلق تأثيرًا غريبًا جدًا في جميع مشاهد تناول الطعام. غالبًا ما يستخدم تسلسلات سريعة الحركة عندما يمشي الناس أو يتفاعلون. غالبًا ما تشتمل أفلامه على أشياء غير حية يتم إحضارها إلى «الحياة» من خلال إيقاف الحركة. تتضمن العديد من أفلامه أيضًا أجسامًا من الطين في حالة توقف الحركة، والمعروفة باسم الطين. الغذاء موضوع شائع ووسيط. يستخدم يان أيضًا البيكسل في العديد من أفلامه، بما في ذلك الأكل (1992) والمتآمرون على السرور (1996).
ميزات إيقاف الحركة في معظم أعماله، على الرغم من أن أفلامه الروائية تضمنت مشاهد حركة حية أكثر بكثير من الرسوم المتحركة.
العديد من أفلامه، مثل الفيلم القصير وصولا إلى القبو ، مصنوعة من منظور الطفل، بينما في نفس الوقت غالبًا ما تكون ذات طبيعة مزعجة وحتى عدوانية. في عام 1972 منعته السلطات الشيوعية من صناعة الأفلام، وتم قمع العديد من أفلامه اللاحقة.  لم يكن معروفًا تقريبًا في الغرب حتى أوائل الثمانينيات. الكتابة في نيويورك تايمز، أندرو جونستونأشاد بفن يان شفانكماير، قائلاً: «في حين أن أفلامه مليئة بالتلميحات الثقافية والعلمية، فإن صوره غير المعتادة تمتلك إمكانية الوصول التي تشعر بأنها متأصلة في اللغة المشتركة للعقل الباطن، مما يجعل أفلامه مجزية بنفس القدر لمن يفرط في القراءة ثقافياً ولأولئك الذين يستمتعون ببساطة تنشيط.»
طريق عام في كنوفيز، مقاطعة كلادنو، جمهورية التشيك. مبنى السينما السابق على اليمين: استوديو جان أفانكماجر
من بين أشهر أعماله الأفلام الروائية أليس (1988) وفاوست (1994) والمتآمرون من المتعة (1996) وليتل أوتيك (2000) و جنون (2005)، رعب كوميدي سريالي مبني على عملين لإدغار آلان بو وحياة ماركيز دو ساد. تقدم قصتا بو، «نظام دكتور تار والبروفيسور فيذر» و «الدفن السابق لأوانه»، التركيز الموضوعي على الجنون ، بينما توفر حياة ماركيز دو ساد التجديف في الفيلم. تم اختيار فيلمه القصير أبعاد الحوار (1982) من قبل تيري جيليامك قال أنه واحد من أفضل عشرة أفلام رسوم متحركة في كل العصور.  وُصفت أفلامه بأنها «مؤلمة عاطفياً مثل قصص كافكا».  في عام 2010، أصدر البقاء على قيد الحياة ، وهي قصة حية ومقاطع للرسوم المتحركة تدور حول رجل متزوج يلتقي بامرأة أخرى في أحلامه.
أحدث إصدار له يسمى الحشرات (Hmyz).  كانت الميزانية المتوقعة للفيلم 40 مليون كرونة تشيكية، والتي تم تمويلها جزئيًا من خلال حملة Indiegogo التي وصلت إلى أكثر من ضعف هدفها، وتم إصدارها في يناير 2018.  الفيلم مبني على مسرحية Pictures from the Insects "حياة جوزيف وكاريل شابك، التي يصفها أفانكمجير على النحو التالي:" من حياة الحشرات هي مسرحية كراهية للبشر. سيناريو بلدي يمتد فقط إلى هذا الكراهية للبشر، لأن الإنسان أشبه بحشرة وهذه الحضارة أشبه بنمل. تذكر أيضًا الرسالة في تحوّل كافكا ".
كان لأعمال حياته وأسلوبه الفريد وصوته تأثيرات بعيدة المدى على عالم الرسوم المتحركة. ومن بين أولئك الذين كان له تأثير على ممارسته العملية: المخرج الكبير تيري غيليام والمخرج والممثل الشهير فيل لورد الأخوان كواي وكارولين ليف وفيرا نويباور وتوماش باجينسكي ونينا غانتس وكريستوفر ميلر من بين آخرين كثيرين.
حصل على جائزة الدب الذهبي لأفضل فيلم قصير في مهرجان برلين السينمائي الدولي عام 1983 عن أبعاد الحوار.
في عام 2000، حصل شفانكماير على جائزة إنجازات مدى الحياة في المهرجان العالمي لأفلام الرسوم المتحركة - انمافيست زغرب.
في 27 يوليو 2013، حصل على جائزة الابتكار والإبداع من كيركليونو للأفلام، وهي منظمة ثقافية إيطالية مستقلة.
في 10 يوليو 2014، حصل على جائزة FIAF لعام 2014 خلال حفل خاص لمهرجان Karlovy Vary السينمائي الدولي.
في 27 سبتمبر 2018، حصل على وسام جمعية ريموند روسيل تقديراً لمساهمته الاستثنائية: عمل ملهم وفريد وعالمي.
كان متزوجًا من إيفا سفانكماجيروفا، رسام سريالي معروف عالميًا ورسام خزف وكاتب حتى وفاتها في أكتوبر 2005. تعاون إيفا في العديد من أفلام زوجها، بما في ذلك أليس و فاوست والشجاعة الجشع. كان لديهم طفلان، فيرونيكا (مواليد 1963) وفاكلاف (مواليد 1975، رسام رسوم متحركة).

## أفلامه

### أفلام طويلة
| عام  | عنوان باللغة الإنجليزية | العنوان الأصلي   | ملاحظات |
| ---- | ----------------------- | ---------------- | --- |
| 1988 | أليس                    | Něco z Alenky    | واستنادا إلى مغامرات أليس في بلاد العجائب التي كتبها لويس كارول                                                           |
| 1994 | فاوست                   | ليكسي فاوست      | استنادًا إلى أسطورة Faust (بما في ذلك إصدارات عروض الدمى التشيكية التقليدية) و Marlowe's Doctor Faustus و Goethe's Faust . |
| 1996 | المتآمرون على السرور    | Spiklenci slasti | |
| 2000 | ليتل أوتيك              | Otesánek         | وبناء على Otesánek بواسطة كاريل يارومير إربن                                                                              |
| 2005 | جنون                    | جيليني           | بناء على نظام دكتور تار وأستاذ Fether و الدفن قبل الأوان من قبل إدغار آلان بو                                             |
| 2010 | البقاء على قيد الحياة   | Pežít svůj život | |
| 2018 | الحشرات                 | هميز             | وبناء على صور من الحياة الحشرات " من قبل كارل تشابك وجوزيف كابيك                                                          |

### أفلام قصيرة
| عام       | عنوان باللغة الإنجليزية                 | العنوان الأصلي                                   | ملاحظات |
| --------- | --------------------------------------- | ------------------------------------------------ | --- |
| 1964      | الحيلة الأخيرة                          | Poslední trik pana Schwarcewalldea a pana Edgara | |
| 1965      | يوهان سيباستيان باخ: الخيال في G الصغرى | يوهان سيباستيان باخ: Fantasia G-moll             | |
| 1965      | لعبة بالحجارة                           | سبيل مع شتاينن                                   | |
| 1966      | لكمة وجودي                              | Rakvičkárna                                      | يُعرف أيضًا باسم The Coffin Factory و The Lych House                                                                  |
| 1966      | إلى آخره                                |                                                  | |
| 1967      | هيستوريا ناتوراي (سويتا)                |                                                  | |
| 1968      | الحديقة                                 | الزهراء                                          | |
| 1968      | الشقة                                   | بايت                                             | متاح على Little Otik DVD                                                                                            |
| 1968      | نزهة مع وايزمان                         | بيكنيك ميت وايزمان                               | |
| 1969      | أسبوع هادئ في المنزل                    | تيشو تودن ضد دومو                                | |
| 1970      | دون جوان                                | دون ajn                                          | |
| 1970      | الصندوق                                 | كوستنيتسي                                        | فيلم وثائقي عن Sedlec Ossuary                                                                                       |
| 1971      | Jabberwocky                             | Žvahlav aneb šatičky slaměného Huberta           | واستنادا إلى الثرثرة التي كتبها لويس كارول                                                                          |
| 1972      | يوميات ليوناردو                         | ليوناردوف دينيك                                  | |
| 1973-1979 | قلعة اوترانتو                           | Otrantský zámek                                  | بناء على قلعة أوترانتو من تأليف هوراس والبول                                                                        |
| 1980      | سقوط بيت حاجب                           | Zánik domu Usherů                                | مأخوذ عن سقوط منزل حاجب من تأليف إدغار آلان بو                                                                      |
| 1982      | أبعاد الحوار                            | حوار Možnosti                                    | |
| 1983      | وصولا إلى القبو                         | هل تمحور                                         | |
| 1983      | البندول، الحفرة والأمل                  | Kyvadlo ، jáma a naděje                          | واستنادا إلى الحفرة والبندول التي كتبها إدغار آلان بو و والتعذيب التي كتبها Hope من قبل اوغست فيليرز دي L'جزيرة آدم |
| 1988      | ألعاب Virile                            | موني هري                                         | تُعرف أيضًا باسم لعبة الذكور                                                                                          |
| 1988      | نوع آخر من الحب                         |                                                  | فيديو موسيقي لهيو كورنويل                                                                                           |
| 1988      | حب اللحوم                               | زاملوفاني ماسو                                   | |
| 1989      | الظلام / النور / الظلام                 | Tma ، světlo ، tma                               | |
| 1989      | النباتية                                |                                                  | |
| 1989      | صور شخصية متحركة                        |                                                  | فيلم مختارات من قبل 27 رساما                                                                                        |
| 1990      | موت الستالينية في بوهيميا               | Konec stalinismu v echách                        | |
| 1992      | طعام                                    | جيدلو                                            | |

### الرسوم المتحركة والتوجيه الفني
| عام  | عنوان باللغة الإنجليزية          | العنوان الأصلي             | مخرج           |
| ---- | -------------------------------- | -------------------------- | -------------- |
| 1978 | عشاء لأديل                       | Adéla ještě nevečeřela     | Oldřich Lipsk  |
| 1981 | القلعة الغامضة في منطقة الكاربات | تاجيمستفي هرادو ضد كارباتش | Oldřich Lipsk  |
| 1982 | فيرات مصاص دماء                  | Upír z Feratu              | جوراج هيرز     |
| 1983 | الزائرين                         | Návštěvníci                | Jindřich Polák |
| 1984 | ثلاثة قدامى المحاربين            | T veteri veráni            | Oldřich Lipsk  |

## وصلات خارجية
يان شفانكماير على imdb